# Speechless (canção de Ciara)
"Speechless" é o segundo single lançado pela cantora estadunidense Ciara, extraído do álbum Basic Instinct. A canção foi escrita por Ciara, The-Dream e Tricky Stewart, sendo que esses dois últimos produziram a canção.
O single foi lançado em 7 de Setembro de 2010, em uma versão diferente da contina no álbum. A versão do álbum conta com a participação de The-Dream nos vocais principais, diferente da versão lançada como single, onde, o rapper e produtor, está presente apenas nos vocais de apoio.

## Concepção
Em setembro de 2009, Tricky Stewart, confirmou à revista Rap-Up, que ele e The-Dream tinham passado o verão inteiro ao lado de Ciara trabalhando em seu quarto álbum. Ainda na entrevista, o produtor confirmou a presença de uma canção intitulada "Speechless". A primeira versão da canção - que contém The-Dream nos vocais principais -, vazou na internet em março de 2010. No entanto, após a divulgação da capa do single, em 18 de agosto de 2010, foi confirmada que a versão do mesmo teria apenas Ciara nos vocais principais.

## Características
"Speechless" é uma canção de amor que possui uma "batida no meio tempo", ou seja, nem rápida nem lento, que conta com a participação dos sons emitidos pelo trompete, dando a canção um estilo synthpop. Em algumas partes da canção, a voz de Ciara contou com auto-tune.

## Videoclipe
O diretor Colin Tilley foi contratado para dirigir o videoclipe do single que foi lançado dia 29 de setembro..

## Paradas
| Paradas (2010)                  | Melhor posição |
| ------------------------------- | -------------- |
| EUA Billboard R&B/Hip-Hop Songs | 76             |

## Histórico de lançamento
| País           | Formato          | Data                   | Gravadora                |
| -------------- | ---------------- | ---------------------- | ------------------------ |
| Estados Unidos | Download digital | 7 de Setembro de 2010  | LaFace Records           |
| Canadá         | Download digital | 21 de Setembro de 2010 | Sony Music Entertainment |